# Katori (1940)
El Katori (香取) fue un crucero ligero de la Armada Imperial Japonesa durante la Segunda Guerra Mundial, fue el primer buque de la Clase Katori botado en 1939.

## Características
El Katori fue diseñado como un buque de entrenamiento de clases, para ello combinaba diferentes tipos de calibre en su armamento. 
Poseía propulsión mixta a base de turbinas Diésel y máquinas de triple expansión alimentadas por tres calderas Kampon.
En el transcurso de la guerra, su armamento antiaéreo fue incrementado, sin embargo a diferencia de los otros buques de la clase, no recibió armamento ofensivo antisubmarino. 
Militarmente era considerado como una unidad lenta y de escasa potencia motriz. El Katori ejerció principalmente el rol de buque insignia de flotilla de submarinos. 

## Historial operativo
El Katori fue botado en junio de 1939, su nombre era en remembranza de un santuario sintoísta de la prefectura de Chiba.
Fue comisionado inicialmente como buque de entrenamiento en Yokosuka y luego fue asignado como buque insignia de la 6ª flota de submarinos, rol que mantuvo durante toda su vida operativa.
El 11 de noviembre de 1941, el vicealmirante Mitsumi Shimizu a bordo del Katori informó a sus oficiales del inminente ataque a Pearl Harbor.
En el comienzo de las hostilidades con Estados Unidos, el Katori fue asignado a Kwajalein.
Fue enviado a fines de diciembre de 1941 a Truk donde en sus cubiertas se discutieron los planes de las operaciones denominadas "R" que consistieron en las invasiones a Rabaul y Kavieng.
En febrero de 1942, en Kwajalein, el Katori junto a otras unidades fueron atacadas por fuerzas aeronavales de la Task Force nº38 . El Katori fue dañado con mediana severidad y fue enviado a Yokosuka para reparaciones. El resto de 1942, el Katori efectúo viajes continuos de avituallamiento y transporte entre Kure y Truk.
En 1943, sirvió como buque insignia de la 6ª flotilla de submarinos basados en Truk durante todo ese año.
En enero de 1944, el Katori es asignado al Comando general de escoltas basado en Truk.

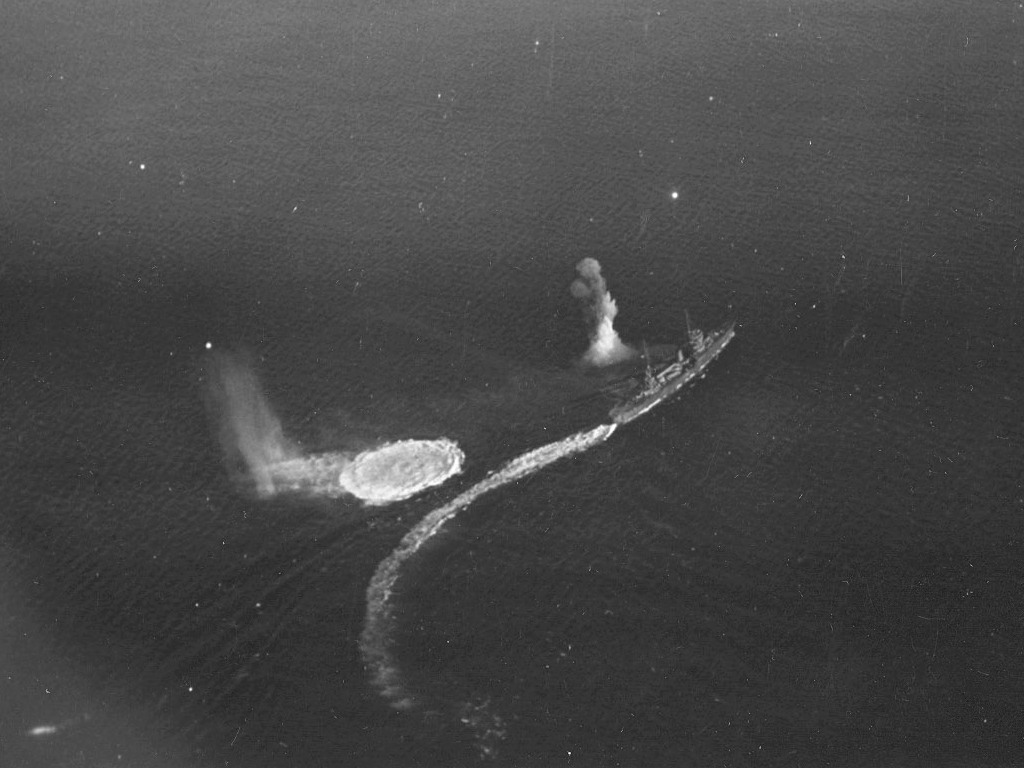
El Katori siendo horquillado por salvas enemigas fuera de Truk (febrero 1944)

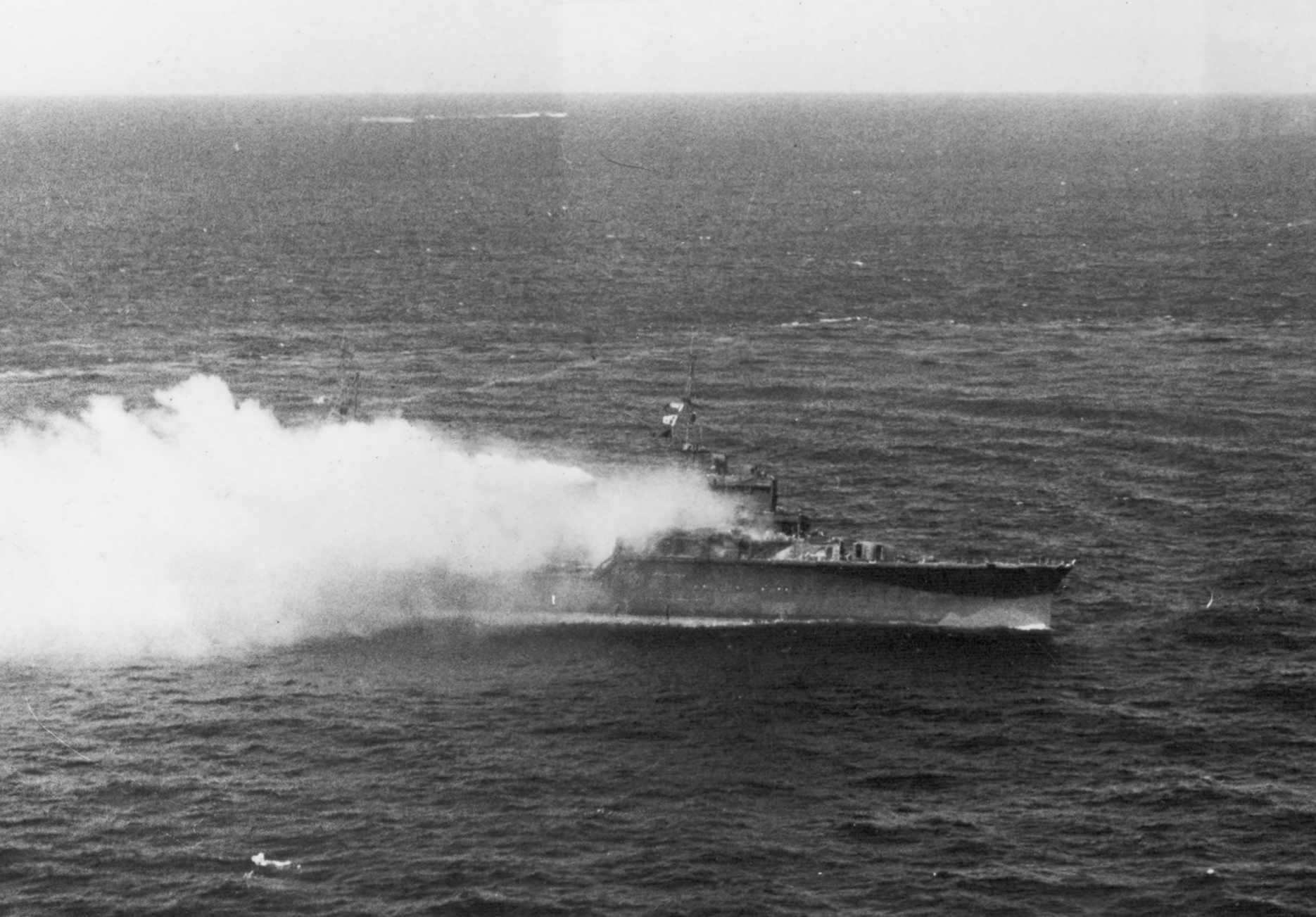
Última fotografía del crucero Katori cañoneado fuera de Truk (febrero de 1944)

El 17 de febrero de 1944, el Katori fue ordenado salir apresuradamente del atolón de Truk ante un inminente ataque norteamericano a la base japonesa, el Katori junto a los destructores Maikaze y Nowaki y al buque auxiliar Akagi Maru, todos estos alcanzaron a salir de puerto antes de comenzar la Operación Hailstone. 
Sin embargo, a 75 km al noroeste de Truk, el Katori fue señalado por el Acorazado New Jersey, el Katori intentó atacar con una salva de torpedos en abanico pero el ataque falló, el acorazado a continuación disparó con salvas completas usando proyectiles perforantes de 40,6 cm contra el Katori como si fuera un simple ejercicio artillero que se transformó en una ejecución sumaria. 
A la 5ª salva, y en tan solo 13 minutos el Katori fue literalmente acribillado y machacado por el lado de babor produciéndose grandes perforaciones y se hundió de popa. El Maikaze y el Akagi Maru fue destruidos a continuación por otras unidades enemigas que se sumaron, el USS New Jersey (BB-62), el USS New Orleans y USS Minneapolis. 
El Nowaki alcanzó a escapar por estar más lejos y casi fuera del alcance artillero enemigo (39 km). 
Se observó en el naufragio que muchos supervivientes flotaban en el sector; pero fueron ignorados por los estadounidenses y se perdieron la totalidad de las vidas que pudieron haberse salvado.